# ایستگاه راه‌آهن اسلامشهر
ایستگاه راه‌آهن اسلامشهر در اسلامشهر، تهران واقع شده‌است. این ایستگاه تحت مالکیت شرکت راه‌آهن جمهوری اسلامی ایران قرار دارد.